# Friedrich Brunner (Politiker)
Friedrich Brunner (* 31. August 1850 in Schmiedrued; † 20. Oktober 1928 in Rheinfelden; heimatberechtigt in Schmiedrued und seit 1893 in Rheinfelden) war ein Schweizer Jurist, Unternehmer und Politiker (FDP).

## Biografie
Friedrich Brunner kam am 31. August 1850 in Schmiedrued als Sohn des Gemeindeschreibers Heinrich Brunner zur Welt. Brunner absolvierte ein Studium der Rechte in Bern und im Ausland. In Bern wurde er 1873 Mitglied des Corps Rhenania.
Nach dem Studium war er zwischen 1874 und 1886 neben seiner Tätigkeit als Inhaber eines Notariats- und Inkassobüros als Gerichtsschreiber in Rheinfelden angestellt. 1882 kaufte Brunner eine kleine Litzen- und Bänderfabrik in Rheinfelden, die er nach 1917 ausbauen liess. Zusätzlich hatte Brunner drei Verwaltungsratsmandate inne, so ab 1890 bei der Brauerei Feldschlösschen, von 1896 bis 1915 bei der Banca svizzera americana und von 1914 bis 1928 bei der Aargauischen Hypothekenbank.
Er war in erster Ehe mit Eugenie geborene Ertel aus Orbe sowie in zweiter Ehe mit Ida Emilie geborene Wüthrich aus Eggiwil verheiratet. Friedrich Brunner starb am 20. Oktober 1928 zwei Monate nach Vollendung seines 78. Lebensjahres in Rheinfelden.

## Politische Laufbahn
Ursprünglich Mitglied des Grütlivereins wechselte er danach zur Freisinnig-Demokratischen Partei über. Von 1897 bis 1928 amtierte er als Stadtammann von Rheinfelden. Dazu gehörte er von 1893 bis 1921 dem Aargauer Grossen Rat, den er im Amtsjahr 1905/06 präsidierte, an. Bei den Parlamentswahlen 1905 gelang ihm der Einzug in den Nationalrat, dem er bis 1911 angehörte. Brunner erwarb sich Verdienste um den Ausbau der Rheinfelder Infrastruktur.

## Weblink
- Andreas Steigmeier: Brunner, Friedrich. In: Historisches Lexikon der Schweiz.